# Piggy
Piggy (Cerdita) è un film del 2022 diretto da Carlota Pereda e basato sull'omonimo cortometraggio della regista.

## Trama
In un'afosa estate nella campagna spagnola, Sara aiuta i genitori nella loro macelleria, quasi su costrizione della severa madre Asun. Sara è un'adolescente sovrappeso che non si sente compresa dai genitori ed è isolata dai coetanei soprattutto per i continui insulti da parte delle "ragazze popolari" della cittadina (Maca, Rocìo e Claudia) a causa della sua obesità. In piscina avviene un ennesimo atto di bullismo da parte delle tre ragazze, che quasi annegano Sara e poi le rubano i vestiti costringendola a tornare in costume a casa. Sulla strada del ritorno le tre vengono rapite e Sara è l'unica testimone dell'avvenimento. Per la ragazza si presentano due possibilità: aiutare le bulle o prendersi una "meritata" vendetta. Inoltre Sara ha visto ben in faccia "lo sconosciuto" rapitore, che prima di sparire col suo furgone e le tre ragazze imprigionate le offre con cortesia un asciugamano per coprirsi.
Il giorno seguente sono tutti in allarme per la scomparsa delle tre ragazze ma Sara quando viene interrogata nega di essere stata in piscina e di notte torna sul luogo dove sono state rapite le ragazze per recuperare il suo cellulare perduto. Qui incontra il rapitore e l'uomo non le fa del male rafforzando in Sara la volontà di proteggerlo, infatti quando viene nuovamente interrogata dalla polizia la ragazza continua a non dire ciò che ha visto.
L'ambiguo rapporto tra Sara e lo sconosciuto si complica quando questi entra in casa sua per portarle delle merendine che la madre le nega e picchia brutalmente entrambi i suoi genitori. Sara riesce a evitare che faccia del male anche al fratellino e accetta di andare via in macchina con lui. L'uomo la porta al suo nascondiglio, un mattatoio abbandonato, dove Rocìo e Claudia sono legate e imbavagliate. Sara tenta di slegarle ma lo sconosciuto glielo impedisce e sembra voglia fare del male anche a lei. Sara prova a sfuggirgli e tenta invano di nascondersi scoprendo il corpo senza vita di Maca. Quando l'uomo la raggiunge si dimostra ancora amorevole con lei, le mette in mano il suo coltello e le propone di uccidere insieme le due bulle rimaste. Quasi accettando l'offerta, Sara invece attacca e uccide lo sconosciuto, poi, scossa da quanto ha appena fatto, afferra minacciosa il fucile sparando contro le sue nemiche. Nella scena finale, quando Sara esce dal mattatoio si scopre che in realtà non ha sparato a loro ma alle corde che le legavano, liberandole.

## Produzione

### Sceneggiatura
La sceneggiatura di questo film, corrispondente al primo lungometraggio della regista Carlota Pereda, è basata sul cortometraggio della regista Piggy, vincitore del Premio Goya e il Premio Forqué nella categoria "miglior cortometraggio" nel 2019.

### Cast
Il film vede come attrice principale la stessa protagonista del cortometraggio della Pereda, Laura Galán.

### Riprese
Le riprese del film, iniziate il 17 giugno 2021 e conclusesi alla fine di luglio dello stesso anno, sono state ambientate nel e nei dintorni del comune spagnolo di Villanueva de la Vera, nell'Estremadura.

## Distribuzione
Il film è stato presentato in anteprima mondiale il 24 gennaio 2022 al Sundance Film Festival, nonché al Festival del cinema di San Sebastián nel settembre seguente.
Il film, tramite Filmax, è poi uscito nelle sale cinematografiche spagnole a partire dal 14 ottobre 2022; mentre in Francia, secondo Paese di produzione del film, l'uscita di esso, prevista all'inizio per il 19 ottobre, è stata successivamente posticipata al 2 novembre 2022.
In Italia il film è stato distribuito da I Wonder dal 3 novembre 2022, mentre negli Stati Uniti il 7 ottobre 2022, in distribuzione limitata (che poi è stata amplificata dalla settimana seguente).

## Accoglienza

### Incassi
Il film ha incassato nel mondo un totale complessivo di soli 543 mila dollari, a fronte di un budget di circa 2,5 milioni di euro.

### Critica
Il film, nonostante l'insuccesso al botteghino, è stato generalmente molto apprezzato dalla critica.
Sul sito web Rotten Tomatoes, la pellicola riceve l'ottimo risultato di 92% delle recensioni professionali positive, con un voto medio di 8,40/10, basato su 84 recensioni; il consenso critico del sito recita: "Messo in luce in maniera strabiliante dalla complessa performance di Laura Galán, Piggy mescola bene i brividi del genere horror ad un buon insegnamento sociale".
Lo statunitense Variety ha confrontato la mano di Carlota Pereda con lo stile registico di Catherine Breillat e Brian De Palma, "prima di fare un tuffo nel profondo e sanguinoso territorio di Grindhouse di Tarantino e Rodriguez. Anche Jonathan Holland ha apprezzato il film, elogiandone il lavoro di carattere "fantastico" e l'"uso intelligente" di elementi comici e splatter.
The Hollywood Reporter ha definito il film "un dramma psicologico inquietante che si trasforma presto in un orrore intriso di sangue", elogiando sia l'interpretazione di Carmen Machi che della protagonista Laura Galán, quella che secondo lui ha fatto decollare il film.
Infine anche The Guardian ha scritto che il film è "un horror pieno di umorismo nero, che scatena una brutale vendetta sul body shaming".

## Riconoscimenti
- 2023 - Premio Goya
  - Candidatura per il miglior film a Carlota Pereda
  - Candidatura per la miglior regia a Carlota Pereda
  - Candidatura per la miglior attrice rivelazione a Laura Galán
  - Nomination ai TP de Oro a Carmen Machi
  - Candidatura per la miglior attrice non protagonista a Carmen Machi[17]
- 2022 - Bruxelles Film Festival[18]
  - Premio Speciale della critica